# Movimiento Popular del Azawad
El Movimiento Popular para la Liberación del Azawad ( MPLA ) (fr: Mouvement populaire de libération de l'Azawad) es un grupo rebelde tuareg creado en 1988 en el norte de Malí. En 1991 después durante la rebelión tuareg de 1990-1996 se convirtió en el Movimiento Popular del Azawad (MPA). 

## Historia
El movimiento fue formado en 1988 por Iyad Ag Ghali, un soldado tuareg del ejército libio y la Legión Islámica. El 29 de junio de 1990, este último grupo atacó la gendarmería de Ménaka y desató la segunda rebelión tuareg contra Mali.
El 6 de enero de 1991 Iyad Ag Ghali firmó los Acuerdos de Tamanrasset y el MPLA cambió su nombre para convertirse en el Movimiento Popular de Azawad (MPA). Sin embargo, varios rebeldes dividieron el AMP, por considerar que estaba en manos de la tribu de los Ifoghas . Los Chamanamas fundaron el Frente Popular para la Liberación del Azawad (FPLA) y los Imghads el Ejército Revolucionario de Liberación del Azawad (Armée revolutionnaire de libération de l'Azawad ARLA).   
El MPA se unió a los Movimientos y Frentes unificados del Azawad (MFUA) y firmó el Pacto Nacional con Bamako el 11 de abril de 1992.
Entre los grupos rebeldes tuareg, el MPA está considerado como el más moderado y respeta la paz con el estado maliense. También sigue siendo el más importante con mil luchadores. En 1993, sin embargo, estalló un conflicto entre los Ifoghas del AMP y los Imghads del PMRA, este último llegó a secuestrar a Intalla Ag Attaher, el amenokal de los Ifoghas. Iyad Ag Ghali reunió sus fuerzas y persiguió al PMRA de Adrar Tigharghar y la región de Kidal.
El 26 de marzo de 1996 el MPA se disolvió. Se escenificó en la ceremonia de la "Llama de la paz" celebrada en Tombuctú donde se quemaron 3.000 armas.